# ジャナンドレア・ノセダ
ジャナンドレア・ノセダ（Gianandrea Noseda、1964年4月23日 - ）は、イタリアの指揮者。

## 人物・来歴
イタリア・ミラノの生まれ。同地でピアノなど学ぶ。
カダックの指揮者コンクールに入賞した後、1997年にマリインスキー劇場の首席客演指揮者に迎えられ、以後ヴァレリー・ゲルギエフとともに同劇場を支えている。
また2002年から2011年までBBCフィルハーモニックの首席指揮者を務め、シャンドス・レーベルにレコーディングを行っている。
2007年から2018年までトリノ・レージョ劇場音楽監督、2017年からナショナル交響楽団音楽監督
、2021年からチューリッヒ歌劇場音楽監督を務める。
日本国内においては、2005年以降NHK交響楽団にしばしば客演するなどの活動実績がある。